# Бруней на летних Олимпийских играх 1996
Бруней принимал участие в Летних Олимпийских играх 1996 года в Атланте (США) в первый раз за свою историю, но не завоевал ни одной медали. Страну на Играх представлял один стрелок.

## Стрельба
Спортсменов — 1
Мужчины
| Спортсмен           | Вид  | Квалификация | Квалификация | Финал     | Финал     |
| Спортсмен           | Вид  | Результат    | Место        | Результат | Место     |
| ------------------- | ---- | ------------ | ------------ | --------- | --------- |
| Абдул Хаким Болкиах | Скит | 112          | 49           | Не прошёл | Не прошёл |